# أرتم أيلمز
أرتيم أيلمز (بالتركية: Ertem Eğilmez)‏ (18 فبراير 1929، طرابزون- 21 سبتمبر 1989، اسطنبول، تركيا) هو مخرج ومنتج وكاتب سيناريو تركي. ويعد من أهم المخرجين الكلاسيكيين الأتراك، أخرج حوالي ثلاثة وثلاثين فيلماُ .

## وصلات خارجية
- ارتم ايلمز على موقع IMDb (الإنجليزية)
- ارتم ايلمز على موقع ألو سيني (الفرنسية)
- ارتم ايلمز على موقع قاعدة بيانات الفيلم (الإنجليزية)
- ارتم ايلمز على موقع كينوبويسك (الروسية)